# 池谷敏雄
池谷 敏雄（いけや としお、1904年9月 - 1990年12月19日）は、英文学者。
静岡県浜松市生まれ。1927年広島高等師範学校（現・広島大学）英文科卒、東京府立第五中学校（現・東京都立小石川高等学校）教諭、東京都立日比谷高等学校教諭、桜美林大学教授。1985年中京大学教授。ジョン・バニヤン『天路歴程』を翻訳した。

## 著書
- 『高等英文新傾向解釈法』自由書院 1950年
- 『高等英文解釋法』大盛堂 1952年
- 『英文解釈 基礎から完成へ』千代田書房 大学受験新書 1953年
- 『大学受験　英文解釈の研究』千代田書房 1957年
- 『高校英語の基礎』研究社出版 1964年
- 『高校英語の基礎問題集』研究社出版 1965年
- 『構文研究現代英文解釈』千代田書房 1965年
- 『英語のおもしろさ 続・英語の勉強のしかた』評論社 1968
- 『英語教師四十年』評論社叢書 1969年
- 『英文の訳し方』千代田書房 高校基礎学習シリーズ 1971年
- 『ブリテン島そぞろ歩き イギリス・アイルランドの文学・歴史・伝説をたずねて』評論社 1976年

### 翻訳
- ジョン・バンヤン『天路歴程』新生堂 1938
  - 『天路歴程 全訳 正編』新教出版社 1951
  - 『天路歴程 続篇』新教出版社 1985
- トマス・ア・ケンピス『キリストにならいて』新教出版社 1955